# Слобідка-Гірчичнянська
Слобідка-Гірчичнянська — село в Україні, у Дунаєвецькій міській територіальній громаді Кам'янець-Подільського району Хмельницької області.

## Історія
Слобідка-Гірчичнянська заснована на початку XVIII століття вихідцями із села Гірчична. 
Наприкінці XVIII століття Слобідка-Гірчичнянська разом із селом Гірчичною та Рудою-Гірчичнянською входили до складу Гірчичнянського староства.
З 1991 року в складі незалежної України.
13 серпня 2015 року шляхом об'єднання сільських рад, село увійшло до складу Дунаєвецької міської громади.
17 липня 2020 року, в результаті адміністративно-територіальної реформи та ліквідації Дунаєвецького району, село увійшло до складу Кам'янець-Подільського району.

## Населення
Населення становить 138 осіб.

### Мова
У селі поширені західноподільська говірка та південноподільська говірка, що відносяться до подільського говору, який належить до південно-західного наріччя.
Розподіл населення за рідною мовою за даними перепису 2001 року:
| Мова       | Відсоток |
| ---------- | -------- |
| українська | 100%     |

## Галерея

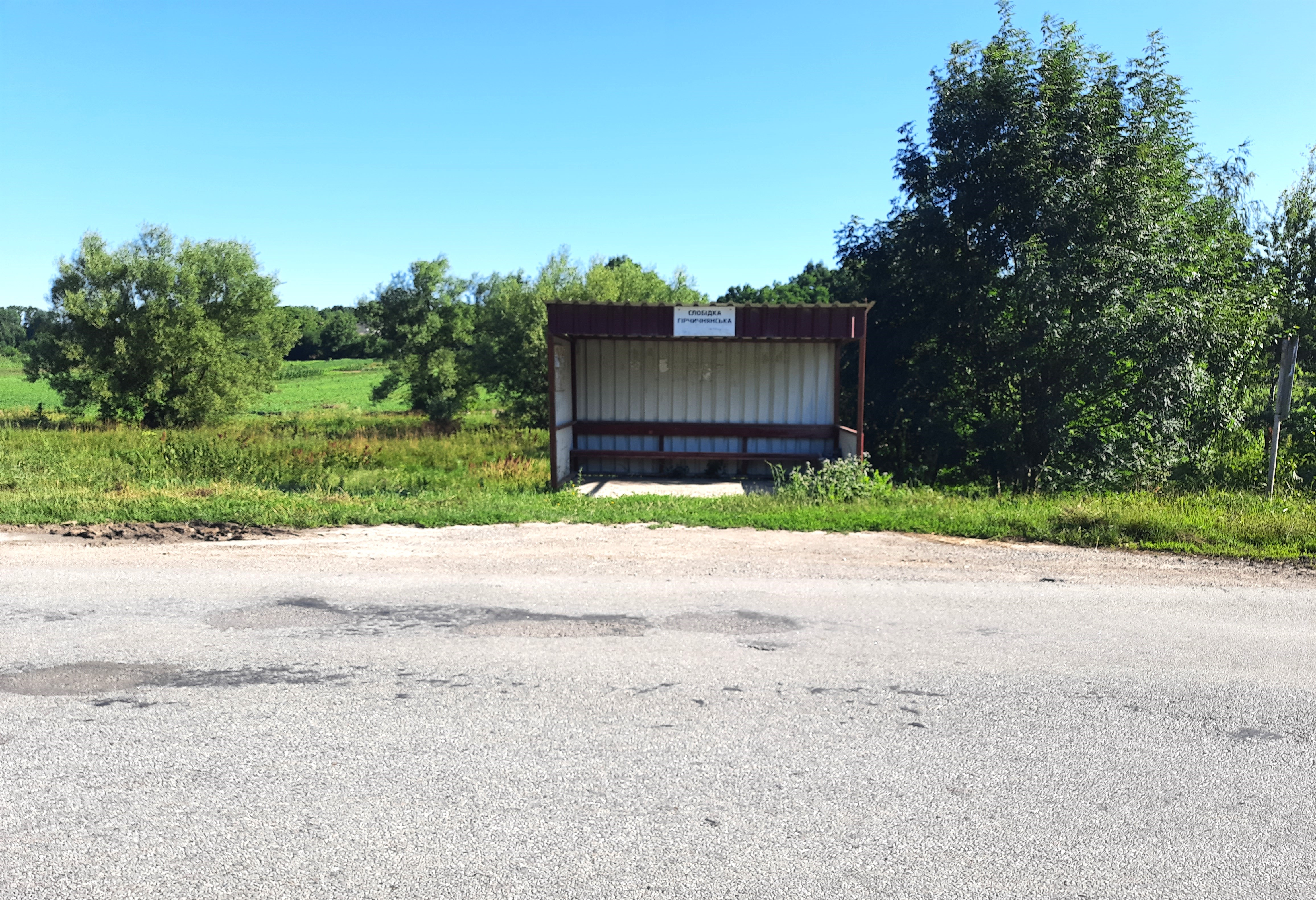
Автобусна зупинка
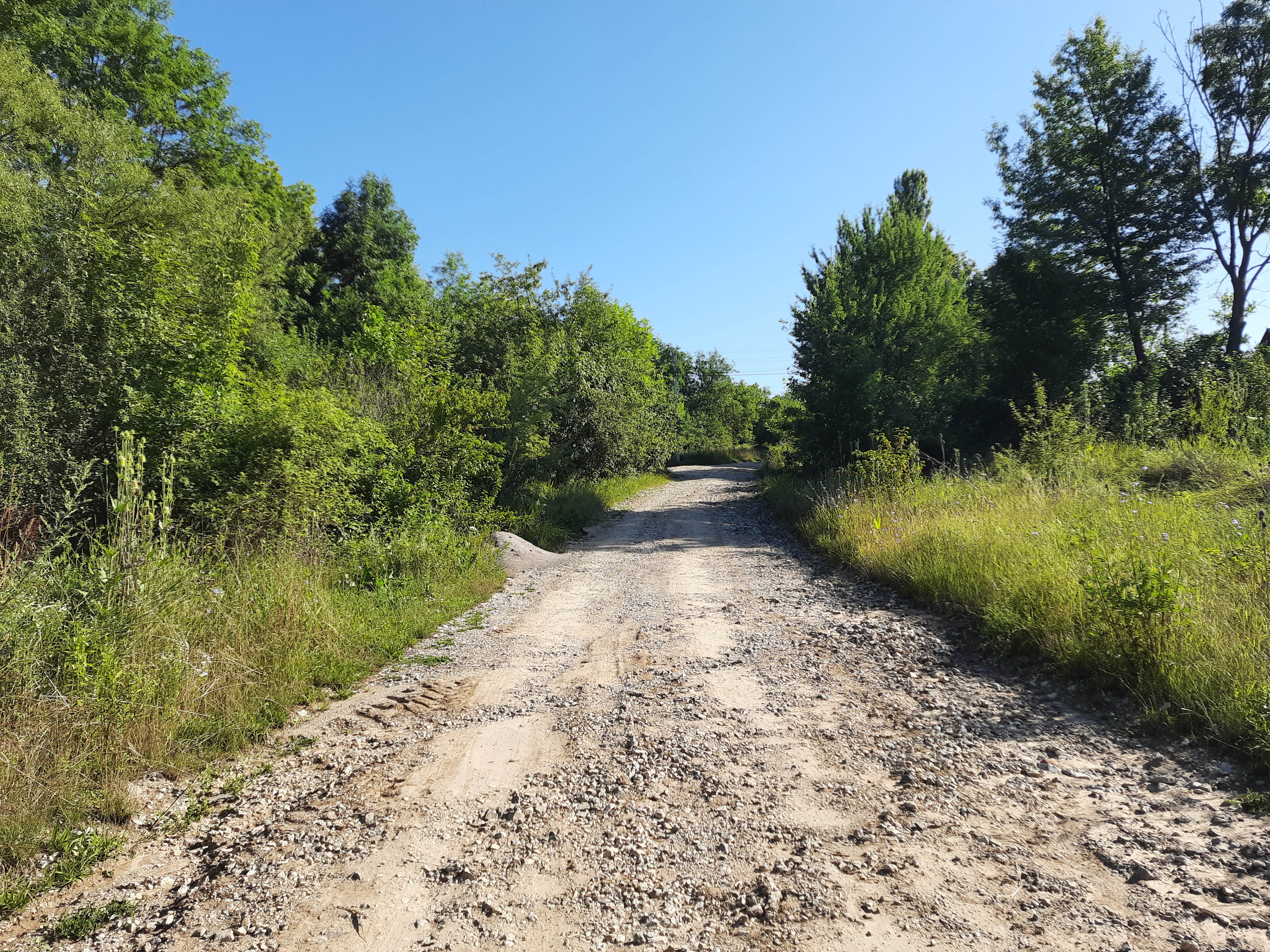
Сільська вулиця
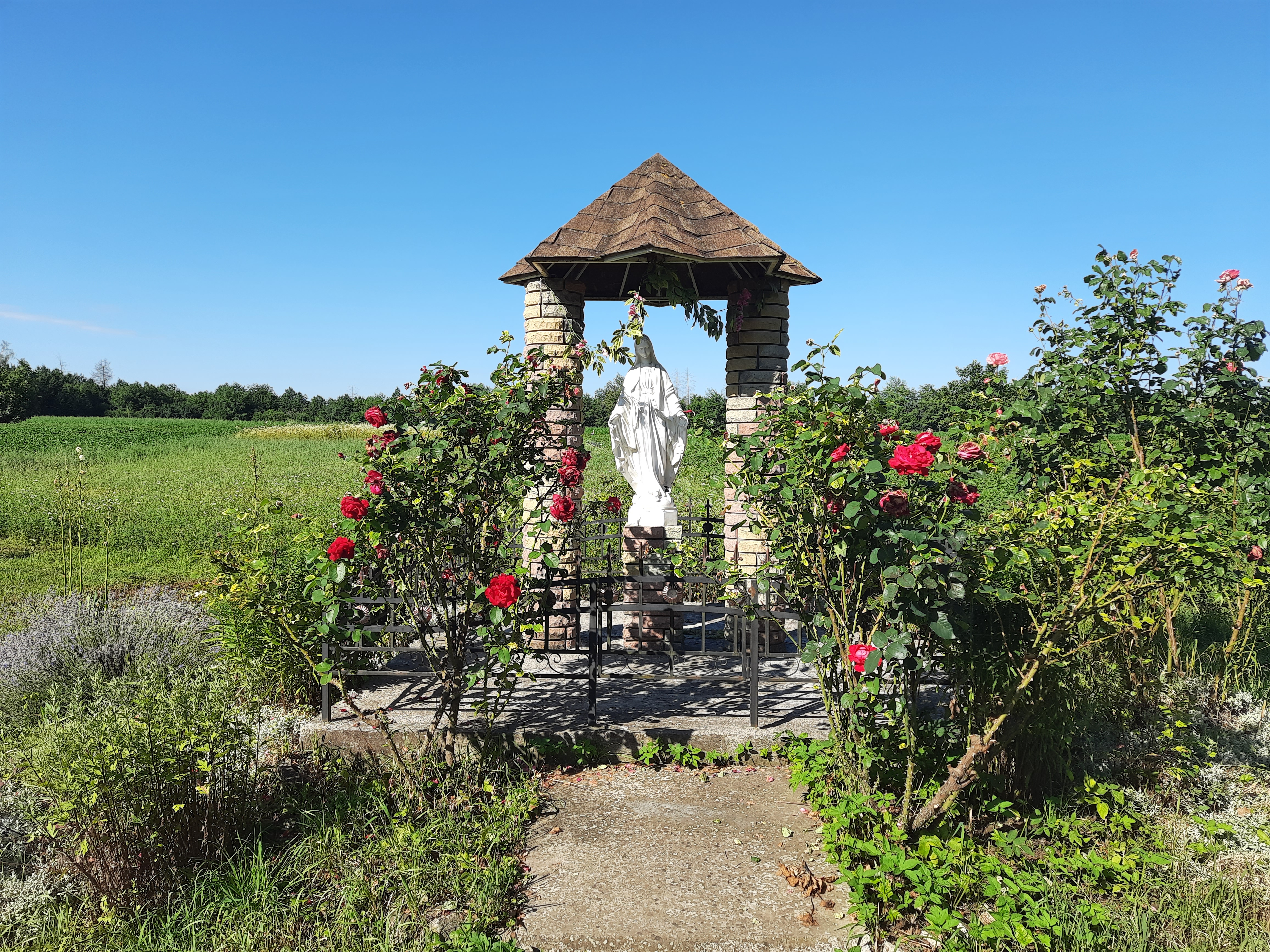
Статуя Божої Матері
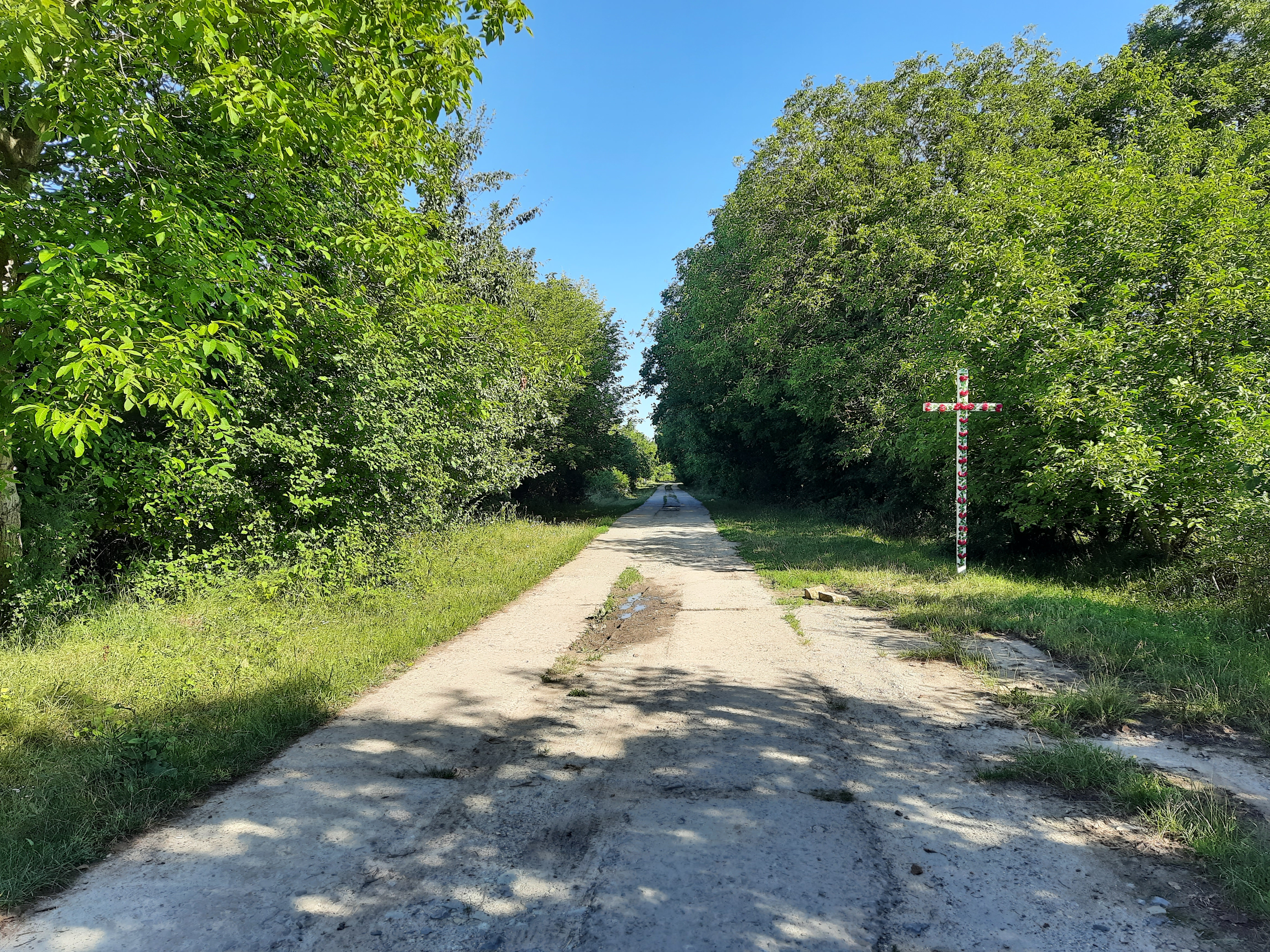
В'їзд у село
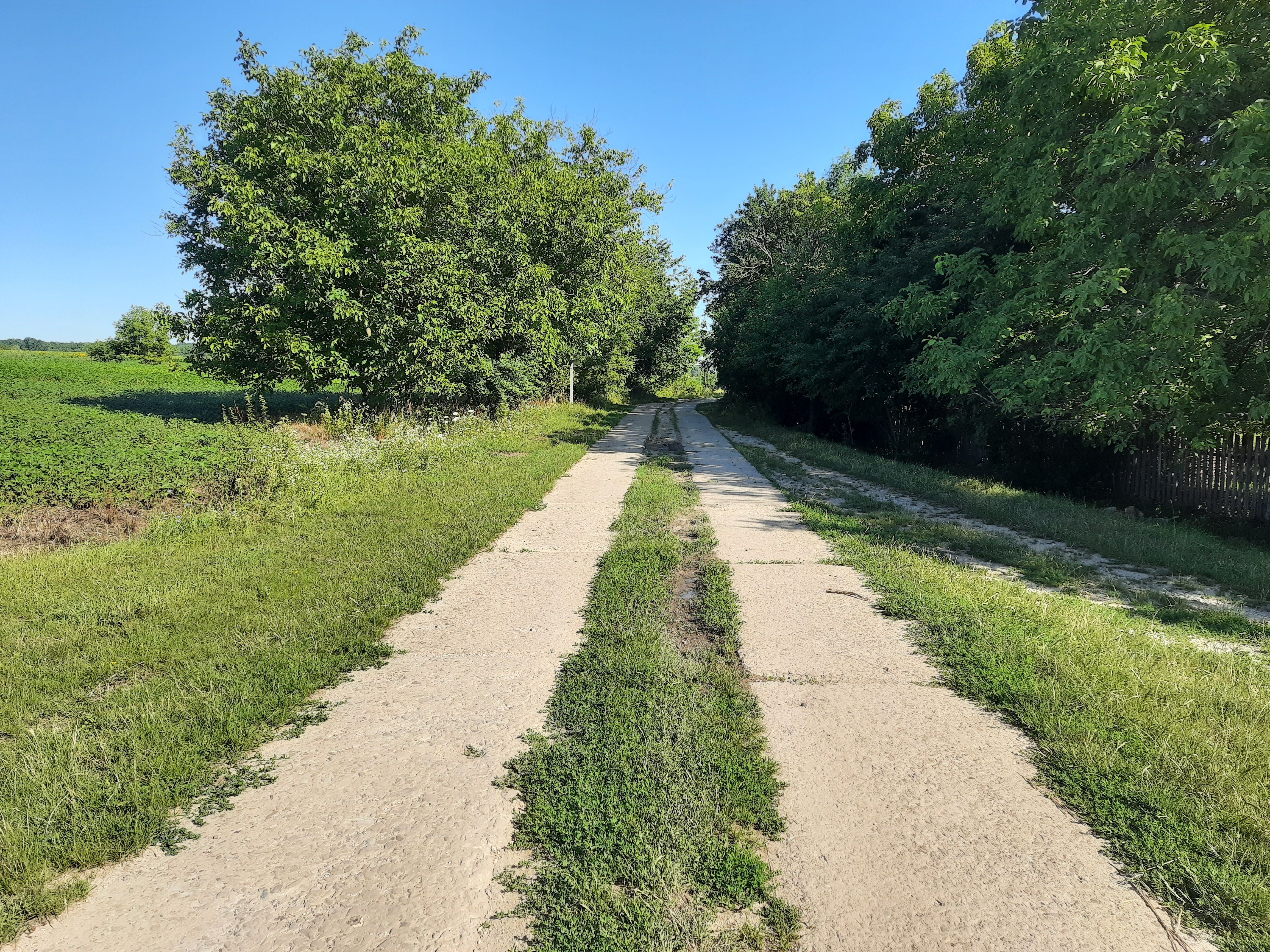
Сільська вулиця
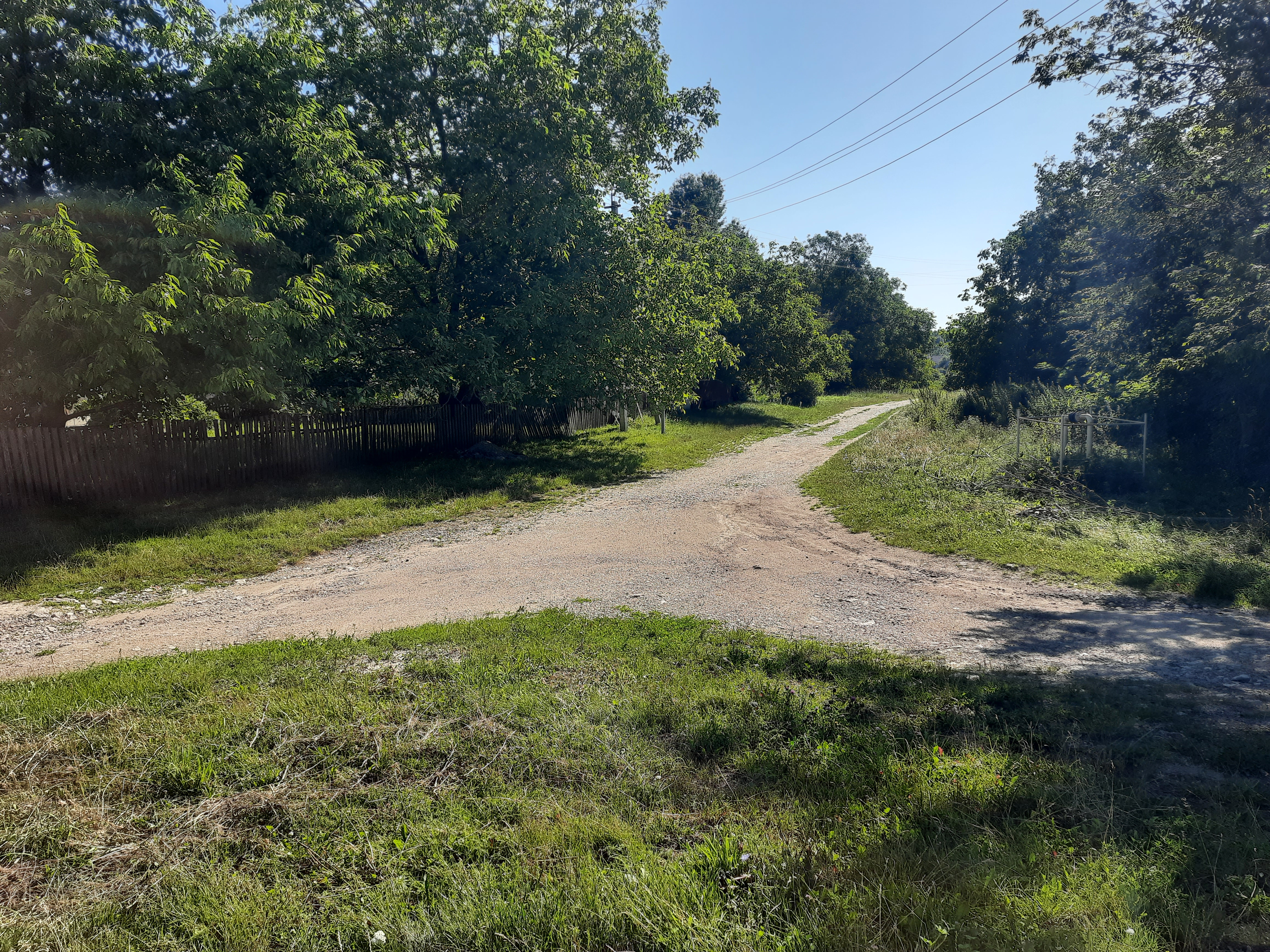
Сільський пейзаж
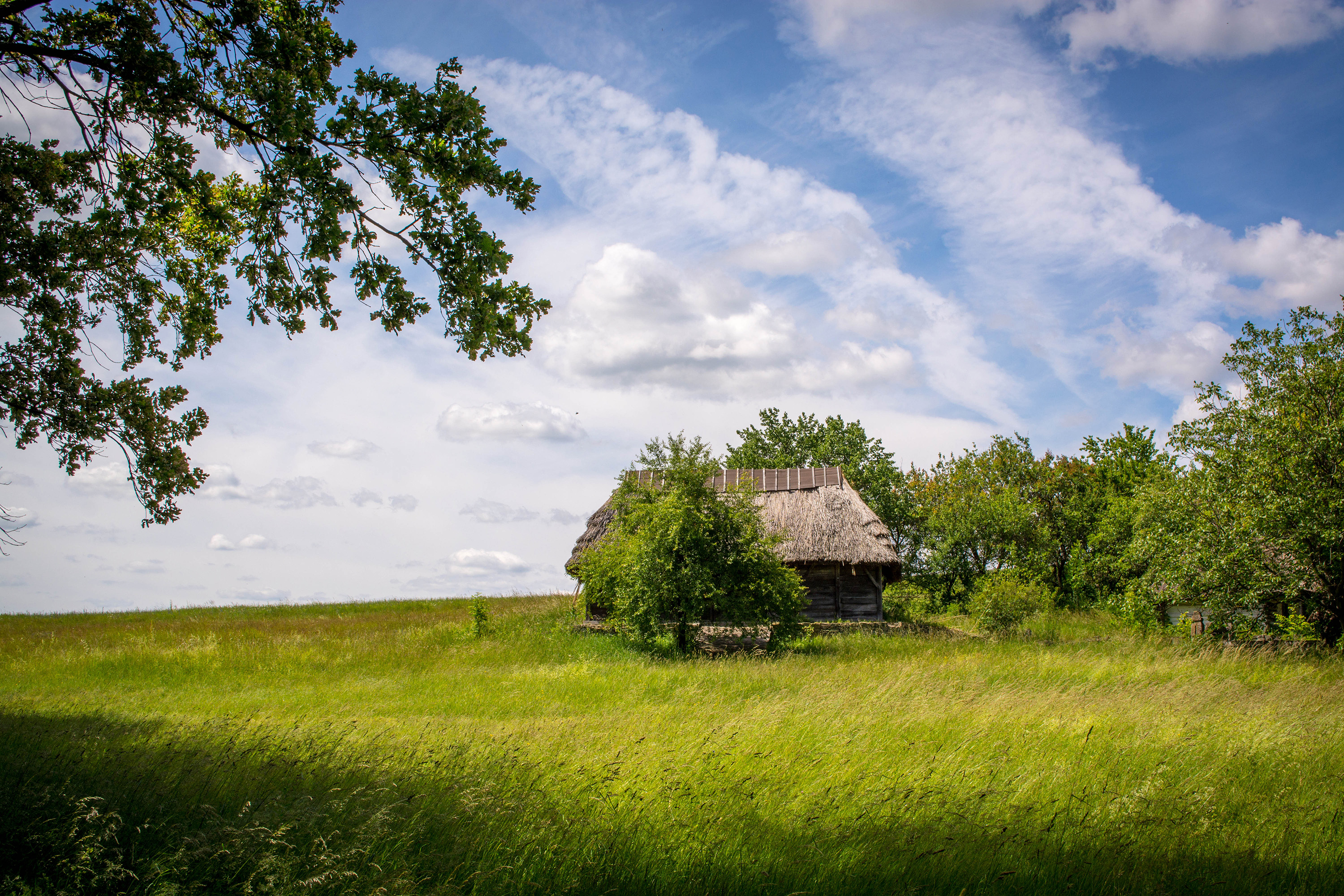
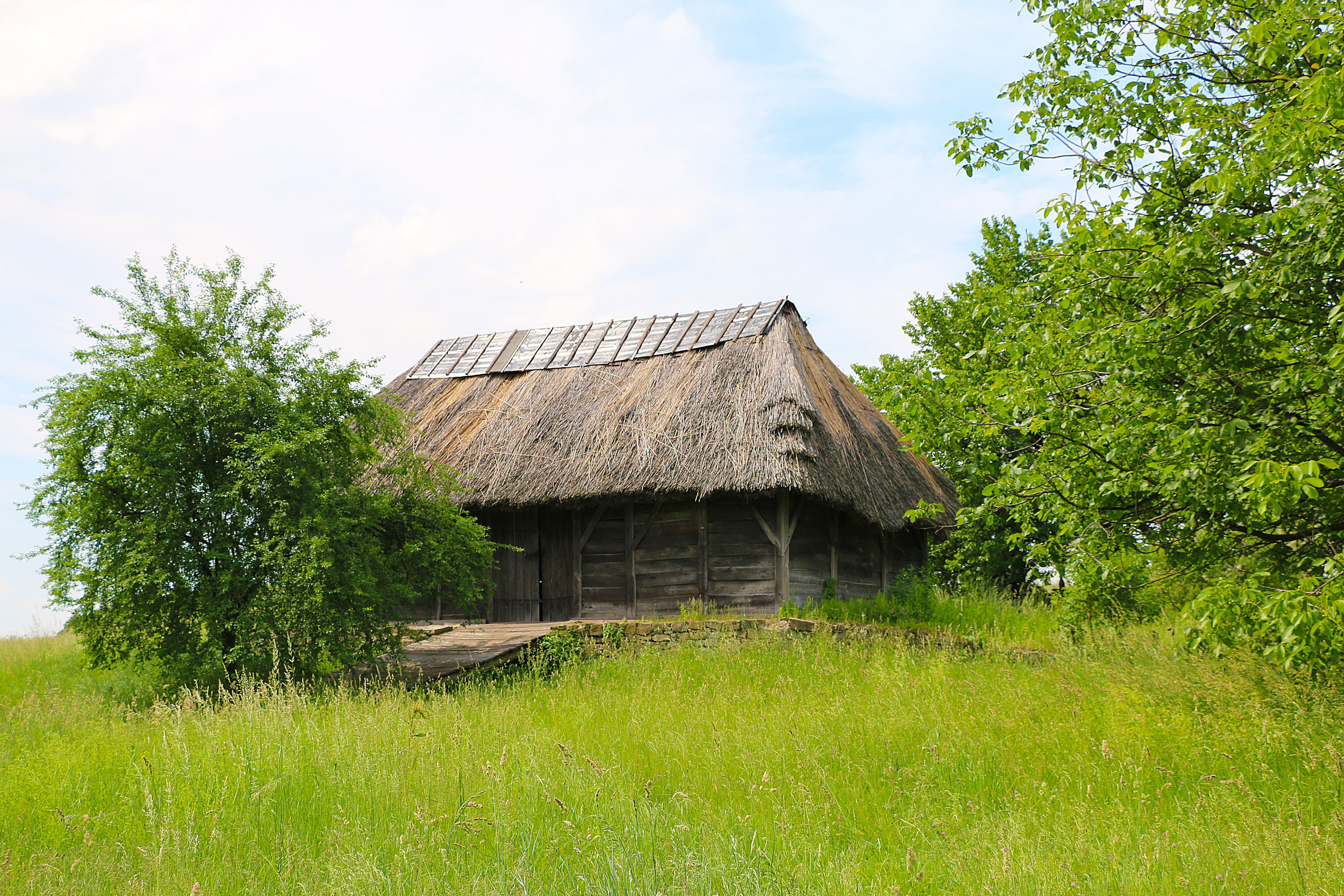
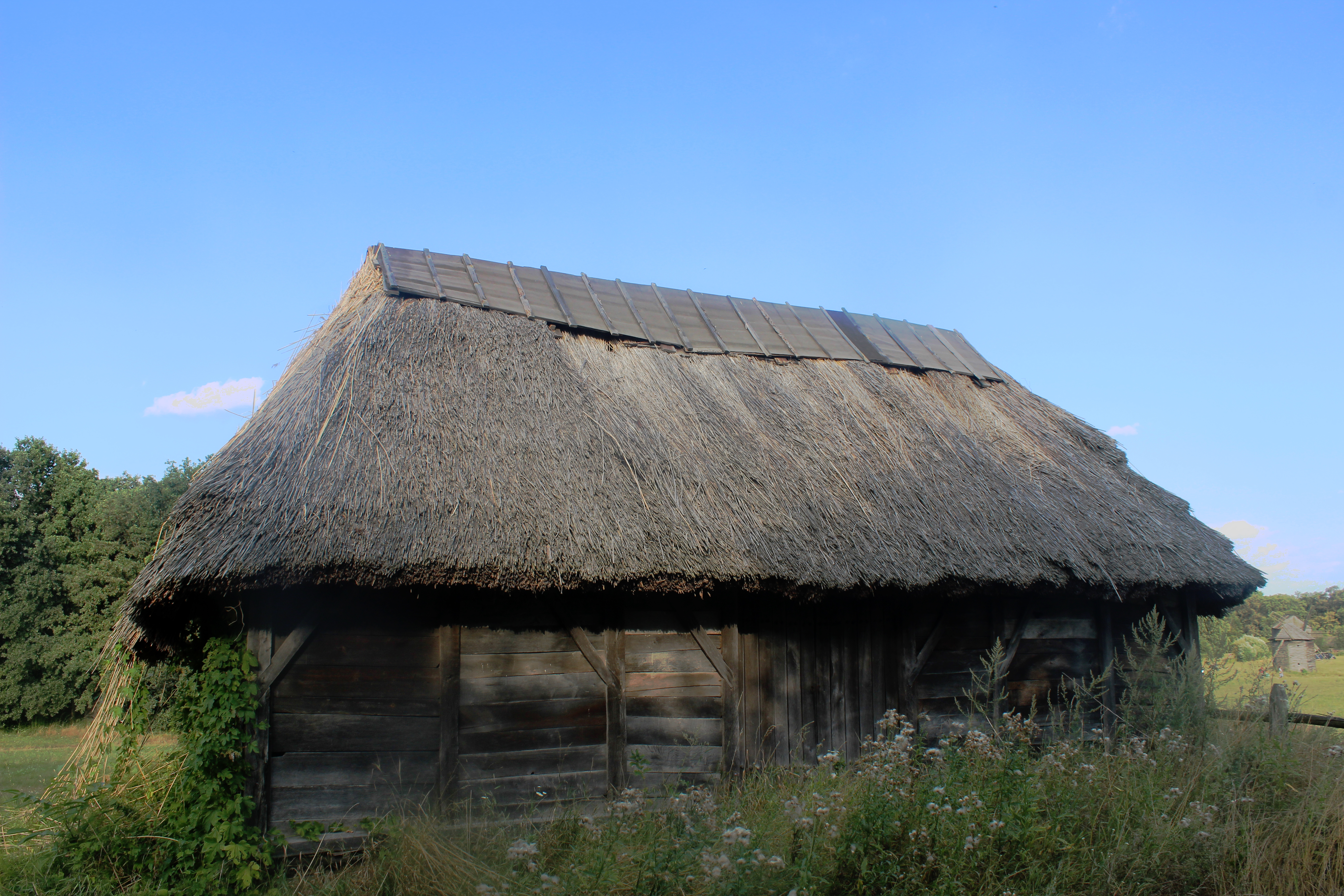